# 마티아스 헬퍼리히
마티아스 헬페리히(Matthias Helferich, 1988년 10월 14일 출생)는 독일의 우익 정치인으로, 독일을 위한 대안 소속이다. 그는 2021년부터 독일 연방의회의 무소속 의원으로 활동하고 있다. 2025년, 그는 논란이 많은 동료 정치인 막시밀리안 크라와 마찬가지로 AfD 의원단에 재입당했다.

## 경력
헬페리히는 1988년 독일 노르트라인베스트팔렌주의 도르트문트에서 태어났다. 그는 지크부르크의 분데스베어 수비대(Wachbataillon)에서 복무했으며, 2009년 본 대학교에서 법학을 공부하기 시작했다.
헬페리히는 2021년 독일 연방의회 의원으로 선출되었다. AfD 당원이지만, 그는 당내 교섭단체에 한 번도 참여하지 않았으며 현재 독일 연방의회의 무소속 의원이다.
AfD 내에서 헬페리히는 뵤른 회케 휘하의 민족주의 성향에 속한다.
틀:독일의 보수주의
2025년, 그는 AfD 교섭단체에 재입당했다.

## 정치적 견해
헬페리히는 자신을 나치 시대의 판사를 지칭하며 "민주적인 프라이슬러"라고 불렀다. 그는 나중에 자신의 발언이 패러디를 의도한 것이라고 말했다: "AfD 정치인처럼 나치 비난에 자주 직면하면, 사적인 영역에서 이를 보상한다. 이를 조롱하는 것이다."